# László Ipacs
László Ipacs (ur. 13 stycznia 1946 w Battonyi) – węgierski judoka. Dwukrotny olimpijczyk. Zajął trzynaste miejsce w Monachium 1972 i osiemnaste w Montrealu 1976. Walczył w wadze średniej i półciężkiej.
Uczestnik mistrzostw świata w 1971. Brązowy medalista mistrzostw Europy w 1972; piąty w 1970 roku.

## Letnie Igrzyska Olimpijskie 1972
| Konkurencja | Eliminacje              | Eliminacje             | Klas. końcowa |
| Konkurencja | Przeciwnik I            | Przeciwnik II          | Miejsce       |
| ----------- | ----------------------- | ---------------------- | ------------- |
| 80 kg       | Antonio Gallina (ARG) Z | Shinobu Sekine (JPN) P | 13.           |

## Letnie Igrzyska Olimpijskie 1976
| Konkurencja | Eliminacje              | Klas. końcowa |
| Konkurencja | Przeciwnik I            | Miejsce       |
| ----------- | ----------------------- | ------------- |
| 93 kg       | Arthur Schnabel (FRG) P | 18.           |